# Stictoleptura dichroa
Stictoleptura dichroa är en skalbaggsart som först beskrevs av Blanchard 1871.  Stictoleptura dichroa ingår i släktet Stictoleptura och familjen långhorningar. Inga underarter finns listade i Catalogue of Life.